# Legia Warszawa (hokej na lodzie) w sezonie 2014/2015
Hokejowy Uczniowski Klub Sportowy Legia Warszawa w sezonie 2014/2015 występuje w rozgrywkach I ligi polskiej w hokeju na lodzie pod tradycyjną nazwą Legii Warszawa. Jest to dwunasty sezon na tym poziomie rozgrywkowym w historii klubu, a dziesiąty z kolei.
Drużyna w tym sezonie nie wystąpi w rozgrywkach Pucharu Polski edycji 2014/2015.

## Kadra zespołu
Kadra zespołu Legii Warszawa na sezon 2012/2013 liczyła 36 zawodników.
| Kadra             | Kadra                   | Kadra          | Kadra           | Kadra                    |
| Nr                | Nazwisko i imię         | Data urodzenia | Wzrost/Waga     | Poprzedni klub           |
| Bramkarze         | Bramkarze               | Bramkarze      | Bramkarze       | Bramkarze                |
| ----------------- | ----------------------- | -------------- | --------------- | ------------------------ |
|                   | Krzysztof Gutkowski     | 1996-02-07     | 180 cm / 68 kg  | wychowanek               |
|                   | Piotr Kurzątkowski      | 1986-03-05     | ? cm / ? kg     | wychowanek               |
|                   | Bartosz Maza            | 1990-11-29     | 178 cm / 106 kg | KH Gdańsk                |
| 31                | Michał Strąk            | 1988-01-17     | 180 cm / 75 kg  | wychowanek               |
|                   | Krzysztof Zborowski     | 1985-05-22     | 184 cm / 82 kg  | Unia Oświęcim            |
| Obrońcy           |                         |                |                 |                          |
| 77                | Jarosław Grzesik        | 1984-02-04     | 177 cm / 77 kg  | Ciarko KH Sanok          |
| 8                 | Maciej Maryniak         | 1986-03-07     | 182 cm / 81 kg  | bez klubu                |
| 20                | Maciej Młynarczyk       | 1986-09-28     | 188 cm / 90 kg  | Stoczniowiec Gdańsk      |
| 12                | Damian Kran             | 1992-09-24     | 195 cm / 93 kg  | wychowanek               |
| 14                | Marcin Pawłowski        | 1983-11-03     | 180 cm / 78 kg  | wychowanek               |
| 82                | Tomasz Pawłowski        | 1982-05-12     | 185 cm / 85 kg  | wychowanek               |
| ?                 | Bartosz Pióro           | 1987-03-04     | 177 cm / 83 kg  | bez klubu                |
| 23                | Gabriel Połącarz        | 1986-07-24     | 179 cm / 74 kg  | wychowanek               |
| 44                | Paweł Popielarz         | 1985-12-18     | ? cm / ? kg     | bez klubu                |
| 80                | Michał Porębski         | 1989-04-15     | 177 cm / 79 kg  | TKH Nesta Karawela Toruń |
| 71                | Patryk Pronobis         | 1990-01-11     | 174 cm / 70 kg  | TKH Nesta Toruń          |
| 19                | Rafał Solon             | 1986-11-26     | 187 cm / 85 kg  | Ciarko KH Sanok          |
| 7                 | Maciej Stępski          | 1990-02-02     | 176 cm / 74 kg  | wychowanek               |
| 21                | Mariusz Szaniawski      | 1991-06-01     | 181 cm / 74 kg  | wychowanek               |
| 9                 | Karol Szaniawski        | 1993-12-01     | 187 cm / 78 kg  | wychowanek               |
| 28                | Mateusz Wardecki (kap.) | 1988-10-24     | 184 cm / 88 kg  | wychowanek               |
| 75                | Aleksander Wolski       | 1994-11-17     | ? cm / ? kg     | wychowanek               |
| 1                 | Oskar Lehmann           | 1992-06-21     | 176 cm / 73 kg  | KH Gdańsk                |
| Napastnicy        |                         |                |                 |                          |
| 21                | Mateusz Jendrasik       | 1993-?-?       | ? cm / ? kg     | wychowanek               |
| 10                | Jakub Kosobucki         | 1986-05-11     | 183 cm / 81 kg  | bez klubu                |
| 51                | Adrian Maciejko         | 1987-03-18     | 180 cm / 77 kg  | TMH Bisset Polonia Bytom |
| ?                 | Tomasz Rostkowski       | 1988-02-17     | 182 cm / 73 kg  | wychowanek               |
| 73                | Grzegorz Rostkowski     | 1989-06-27     | 180 cm / 72 kg  | wychowanek               |
| 17                | Mateusz Solon           | 1990-04-19     | 172 cm / 73 kg  | TMH Bisset Polonia Bytom |
| 13                | Bryan Świderski         | 1994-03-18     | ? cm / ? kg     | SMS I Sosnowiec          |
| 87                | Ilja Weczer             | 1990-04-18     | 188 cm / 93 kg  | HK Brześć II             |
| 18                | Patryk Wąsiński         | 1990-08-29     | 177 cm / 75 kg  | TMH Bisset Polonia Bytom |
| 95                | Karol Wąsiński          | 1995-01-19     | 171 cm / 65 kg  | TMH Bisset Polonia Bytom |
| 11                | Tomasz Wołkowicz        | 1979-08-09     | 185 cm / 86 kg  | Naprzód Janów            |
| 22                | Ryszard Zdunek          | 1976-03-31     | 176 cm / 72 kg  | TMH Bisset Polonia Bytom |
| 21                | Jakub Serwiński         | 1992-01-06     | 180 cm / 79 kg  | KH Gdańsk                |
| 99                | Filip Pesta             | 1993-10-09     | 184 cm / 81 kg  | KH Gdańsk                |
| Sztab szkoleniowy |                         |                |                 |                          |
| bn                | Lubomir Witoszek        | 1972-12-23     |                 | bk                       |
| bn                | Robert Tchórzewski      | 1966-06-21     |                 | bk                       |

## Sezon zasadniczy

### Mecze
| 25.10.2014 | SMS II Sosnowiec | 9:6 | HUKS Legia Warszawa | Stadion Zimowy, Sosnowiec |

| Szczegóły      | Szczegóły   | Szczegóły       | Szczegóły   | Szczegóły                                                                                        |
| -------------- | ----------- | --------------- | ----------- | ------------------------------------------------------------------------------------------------ |
| Godzina: 20:00 |             | (3:3, 2:2, 4:1) |             | Widzów: 50 Sędzia główny: Sebastian Kryś Sędziowie liniowi: Grzegorz Lipiński Mariusz Tymczyszyn |
| Godzina: 20:00 | 34 min. kar |                 | 26 min. kar | Widzów: 50 Sędzia główny: Sebastian Kryś Sędziowie liniowi: Grzegorz Lipiński Mariusz Tymczyszyn |

| 26.10.2014 | SMS II Sosnowiec | 9:0 | HUKS Legia Warszawa | Stadion Zimowy, Sosnowiec |

| Szczegóły      | Szczegóły   | Szczegóły       | Szczegóły   | Szczegóły                                                                                 |
| -------------- | ----------- | --------------- | ----------- | ----------------------------------------------------------------------------------------- |
| Godzina: 14:00 |             | (6:0, 1:0, 2:0) |             | Widzów: 50 Sędzia główny: Sebastian Kryś Sędziowie liniowi: Rafał Gawron Jarosław Kosidło |
| Godzina: 14:00 | 33 min. kar |                 | 35 min. kar | Widzów: 50 Sędzia główny: Sebastian Kryś Sędziowie liniowi: Rafał Gawron Jarosław Kosidło |

| 08.11.2014 | HUKS Legia Warszawa | 2:3 pd. | KTH Krynica | Torwar II, Warszawa |

| Szczegóły      | Szczegóły   | Szczegóły            | Szczegóły   | Szczegóły                                                                                          |
| -------------- | ----------- | -------------------- | ----------- | -------------------------------------------------------------------------------------------------- |
| Godzina: 15:30 |             | (1:0, 1:1, 0:1, 0:1) |             | Widzów: 300 Sędzia główny: Patryk Kasprzyk Sędziowie liniowi: Przemysław Gabryszak Daniel Lipiński |
| Godzina: 15:30 | 18 min. kar |                      | 24 min. kar | Widzów: 300 Sędzia główny: Patryk Kasprzyk Sędziowie liniowi: Przemysław Gabryszak Daniel Lipiński |

| 08.11.2014 | HUKS Legia Warszawa | 4:3 pd. | KTH Krynica | Torwar II, Warszawa |

| Szczegóły      | Szczegóły   | Szczegóły               | Szczegóły   | Szczegóły                                                                                    |
| -------------- | ----------- | ----------------------- | ----------- | -------------------------------------------------------------------------------------------- |
| Godzina: 15:30 |             | (0:2, 2:1, 1:0, d. 1:0) |             | Widzów: 300 Sędzia główny: Tomasz Heltman Sędziowie liniowi: Daniel Lipiński Łukasz Wierucki |
| Godzina: 15:30 | 14 min. kar |                         | 22 min. kar | Widzów: 300 Sędzia główny: Tomasz Heltman Sędziowie liniowi: Daniel Lipiński Łukasz Wierucki |

| 15.11.2014 | HK Zagłębie Sosnowiec | 7:1 | HUKS Legia Warszawa | Stadion Zimowy, Sosnowiec |

| Szczegóły      | Szczegóły   | Szczegóły       | Szczegóły   | Szczegóły                                                                                   |
| -------------- | ----------- | --------------- | ----------- | ------------------------------------------------------------------------------------------- |
| Godzina: 17:00 |             | (4:1, 2:0, 1:0) |             | Widzów: 400 Sędzia główny: Adam Witek Sędziowie liniowi: Mirosław Cybuch Mariusz Tymczyszyn |
| Godzina: 17:00 | 18 min. kar |                 | 20 min. kar | Widzów: 400 Sędzia główny: Adam Witek Sędziowie liniowi: Mirosław Cybuch Mariusz Tymczyszyn |

| 16.11.2014 | HK Zagłębie Sosnowiec | 9:2 | HUKS Legia Warszawa | Stadion Zimowy, Sosnowiec |

| Szczegóły      | Szczegóły   | Szczegóły       | Szczegóły   | Szczegóły                                                                                   |
| -------------- | ----------- | --------------- | ----------- | ------------------------------------------------------------------------------------------- |
| Godzina: 17:00 |             | (3:0, 2:1, 4:1) |             | Widzów: 400 Sędzia główny: Tomasz Heltman Sędziowie liniowi: Mateusz Niżnik Łukasz Wierucki |
| Godzina: 17:00 | 14 min. kar |                 | 16 min. kar | Widzów: 400 Sędzia główny: Tomasz Heltman Sędziowie liniowi: Mateusz Niżnik Łukasz Wierucki |

| 22.11.2014 | UKH Dębica | 6:9 | HUKS Legia Warszawa | MOSiR Dębica, Dębica |

| Szczegóły      | Szczegóły   | Szczegóły       | Szczegóły   | Szczegóły                                                                                    |
| -------------- | ----------- | --------------- | ----------- | -------------------------------------------------------------------------------------------- |
| Godzina: 18:00 |             | (3:3, 2:3, 1:3) |             | Sędzia główny: Bartosz Kaczmarek Sędziowie liniowi: Marcin Ciastoń Maciej Gąsienica-Makowski |
| Godzina: 18:00 | 20 min. kar |                 | 42 min. kar | Sędzia główny: Bartosz Kaczmarek Sędziowie liniowi: Marcin Ciastoń Maciej Gąsienica-Makowski |

| 11.10.2014 | SMS I Sosnowiec | 1:2 pk. | HUKS Legia Warszawa | Stadion Zimowy, Sosnowiec |

| Szczegóły      | Szczegóły | Szczegóły                 | Szczegóły | Szczegóły                                                                                        |
| -------------- | --- | ------------------------- | --- | ------------------------------------------------------------------------------------------------ |
| Godzina: 20:00 | (A. Gniewek) - K. Filip (PP2, EN) 59:50 | (0:0, 0:1, 1:0, 0:0, 0:1) | 38:11 (EQ) D. Kran - (P. Wąsiński, Ł. Bułanowski) 65:00 (PEN) M. Porębski | Widzów: 20 Sędzia główny: Paweł Pomorzewski Sędziowie liniowi: Mariusz Tymczyszyn Jarosław Syrek |
| Godzina: 20:00 | 39 min. kar |                           | 49 min. kar | Widzów: 20 Sędzia główny: Paweł Pomorzewski Sędziowie liniowi: Mariusz Tymczyszyn Jarosław Syrek |
| Godzina: 20:00 | Skład: 1. M. Czernik, 25. K. Buczek (nie grał) - 21. D. Janus, 8. K. Makowski, 14. D. Woźniak, 9. J. Panczakiewicz, 6. A. Gniewek - 10. K. Filip, 16. P. Gogoc, 17. P. Secemski, 19. K. Pędraś, 23. W. Koczy - 3. M. Jóźwiak, 5. J. Musialik, 20. M. Rybak, 18. M. Rybak, 11. R. Podlipni - 22. J. Szukała, 12. I. Sroka, 2. B. Śmieszek, 7. B. Pajestka, 10. M. Anklewicz Trenerzy: Jarosław Morawiecki, Marek Batkiewicz |                           | Skład: 39. B. Maza, 1. K. Gutkowski (nie grał) - 77. J. Grzesik, 44. P. Popielarz, 98. P. Wąsiński, 17. M. Porębski, 93. Ł. Bułanowski - 25. D. Kran, 19. R. Solon, 21. M. Szaniawski, 7. M. Stępski, 15. J. Kubicki Trener: Lubomir Witoszek | Widzów: 20 Sędzia główny: Paweł Pomorzewski Sędziowie liniowi: Mariusz Tymczyszyn Jarosław Syrek |